# Ofenbach
Ofenbach è un duo musicale di DJ francese, composto da Dorian Lauduique e César De Rummel, e fondato a Parigi.

## Storia del gruppo
Entrambi classe 1994, i due, ex compagni di scuola in tenera età, a tredici anni iniziarono a comporre musica rock, lasciandosi influenzare da Supertramp, Rolling Stones e Led Zeppelin.
Il nome Ofenbach è una storpiatura voluta del nome del compositore francese Jacques Offenbach, il cui nome spuntò a casa di uno dei due artisti.
Nel 2016 il gruppo ha conosciuto popolarità con il singolo Be Mine, pubblicato da Warner Francia/Big Beat. Il singolo contiene anche remix di Agrume, Antiyu e Stone Van Brooken. Il brano ha raggiunto la vetta delle classifiche dei singoli in Russia e Polonia.
Il 25 agosto 2017 hanno pubblicato il singolo Katchi, un rifacimento della canzone originale (dallo stesso titolo) di Nick Waterhouse, uscita nel 2016. Il 30 marzo pubblicano il nuovo singolo Party rivisitazione dell'omonima canzone uscita nel 2011 del polistrumentista inglese Lack of Afro che vede la partecipazione dello stesso Lack of Afro con Wax e Herbal T.
Il 16 maggio 2018 si sono esibiti allo stadio Parc Olympique Lyonnais prima della finale di UEFA Europa League 2017-2018 tra Olympique Marsiglia e Atlético Madrid. Il 12 aprile 2019 hanno pubblicato il loro EP d'esordio eponimo. L'8 maggio 2020 è uscito il singolo Head Shoulders Knees & Toes, insieme a Quarterhead e Norma Jean Martine. L'8 gennaio 2021 è seguito il singolo Wasted Love, in collaborazione con Lagique.
Il 4 novembre 2022 hanno pubblicato il loro primo album in studio I. Il 6 ottobre 2023 è uscito il singolo Overdrive, in collaborazione con Norma Jean Martine. Il brano contiene un campione del brano Cambodia (1981) della cantante britannica Kim Wilde. Il 28 ottobre il duo si è esibito per la prima volta allo Zénith di Parigi.
Il 14 febbraio 2025 hanno partecipato al 75º Festival di Sanremo in qualità di ospiti della quarta serata dedicata alle cover, durante la quale hanno eseguito il loro brano Overdrive insieme alla cantautrice in gara Sarah Toscano, e classificandosi al quattordicesimo posto. Il 21 marzo è seguita l'uscita del singolo Need You the Most, un banger euforico da dancefloor con un tocco di nostalgia.

## Discografia
- 2022 – I